# Trek-Segafredo/2020
Deze pagina geeft een overzicht van de Trek-Segafredo UCI World Tour wielerploeg in  2020.

## Algemeen
Sponsors: Trek, Segafredo Zanetti
Algemeen Manager: Luca Guercilena
Teammanager: Steven de Jongh
Ploegleiders: Kim Andersen, Adriano Baffi, Luc Meersman, Jaroslav Popovytsj
Fietsen: Trek
Materiaal: Bontrager

## Renners
| Naam               | Geboortedatum | Nationaliteit       | Ploeg 2019                      |
| ------------------ | ------------- | ------------------- | ------------------------------- |
| Julien Bernard     | 17-03-1992    | Frankrijk           |                                 |
| Gianluca Brambilla | 22-08-1987    | Italië              |                                 |
| Giulio Ciccone     | 20-12-1994    | Italië              |                                 |
| Will Clarke        | 11-04-1985    | Australië           |                                 |
| Nicola Conci       | 05-01-1997    | Italië              |                                 |
| Niklas Eg          | 06-01-1995    | Denemarken          |                                 |
| Kenny Elissonde    | 22-07-1991    | Frankrijk           | Team INEOS                      |
| Alexander Kamp     | 14-12-1993    | Denemarken          | Riwal-Readynez Cycling Team     |
| Alex Kirsch        | 12-06-1992    | Luxemburg           |                                 |
| Koen de Kort       | 08-09-1982    | Nederland           |                                 |
| Emīls Liepiņš      | 29-10-1992    | Letland             | Wallonie-Bruxelles              |
| Juan Pedro Lopez   | 31-07-1997    | Spanje              | Kometa Cycling Team             |
| Bauke Mollema      | 26-11-1986    | Nederland           |                                 |
| Jacopo Mosca       | 29-08-1993    | Italië              | d'Amico-Utensilnord (t/m 31-07) |
| Matteo Moschetti   | 14-08-1996    | Italië              |                                 |
| Ryan Mullen        | 07-08-1994    | Ierland             |                                 |
| Antonio Nibali     | 23-09-1992    | Italië              | Bahrain-Merida                  |
| Vincenzo Nibali    | 14-11-1984    | Italië              | Bahrain-Merida                  |
| Mads Pedersen      | 18-12-1995    | Denemarken          |                                 |
| Richie Porte       | 30-01-1985    | Australië           |                                 |
| Charlie Quarterman | 06-09-1998    | Verenigd Koninkrijk | Trek-Segafredo                  |
| Kiel Reijnen       | 01-06-1986    | Verenigde Staten    |                                 |
| Michel Ries        | 11-03-1998    | Luxemburg           | Kometa Cycling Team             |
| Quinn Simmons      | 08-05-2001    | Verenigde Staten    | -                               |
| Toms Skujiņš       | 15-06-1991    | Letland             |                                 |
| Jasper Stuyven     | 17-04-1992    | België              |                                 |
| Edward Theuns      | 30-04-1991    | België              |                                 |
| Pieter Weening*    | 05-04-1981    | Nederland           | Roompot-Charles                 |

- Weening rijdt vanaf 5 juni voor de ploeg

### Vertrokken
| Naam              | Geboortedatum | Nationaliteit    | Ploeg 2020               |
| ----------------- | ------------- | ---------------- | ------------------------ |
| Fumiyuki Beppu    | 10-04-1983    | Japan            | NIPPO DELKO One Provence |
| John Degenkolb    | 07-01-1989    | Duitsland        | Lotto Soudal             |
| Fabio Felline     | 29-03-1990    | Italië           | Astana Pro Team          |
| Alex Frame        | 18-06-1993    | Nieuw-Zeeland    | onbekend                 |
| Michael Gogl      | 04-11-1993    | Oostenrijk       | NTT Pro Cycling          |
| Markel Irizar     | 05-02-1980    | Spanje           | gestopt                  |
| Jarlinson Pantano | 19-11-1988    | Colombia         | gestopt                  |
| Peter Stetina     | 08-08-1987    | Verenigde Staten | gestopt                  |

## Overwinningen
| Tour Down Under 3e etappe: Richie Porte Eindklassement: Richie Porte Challenge Mallorca Trofeo Felanitx: Matteo Moschetti Trofeo Playa de Palma: Matteo Moschetti Trofeo Laigueglia Giulio Ciccone *1) Ronde van de Alpes-Maritimes en de Var 3e etappe: Julien Bernard Bergklassement: Julien Bernard Omloop Het Nieuwsblad Jasper Stuyven Route d'Occitanie Ploegenklassement: *2) Ronde van Polen 2e etappe Mads Pedersen Ronde van de Ain Bergklassement: Julien Bernard | BinckBank Tour 3e etappe: Mads Pedersen Puntenklassement: Mads Pedersen Gent-Wevelgem Mads Pedersen |  |

*1) als lid van Italiaanse selectie
*2) Ploeg Route d'Occitanie: Porte, Bernard, Clarke, Eg, Elissonde, Mollema, Ries
Mannen: 2011 · 2012 · 2013 · 2014 · 2015 · 2016 · 2017 · 2018 · 2019 · 2020 · 2021 · 2022 · 2023 · 2024 · 2025
Vrouwen: 2019 · 2020 · 2021 · 2022 · 2023 · 2024 · 2025
AG2R-La Mondiale · Astana Pro Team · Bahrain McLaren · BORA-hansgrohe · CCC Team ·  Cofidis, Solutions Crédits · Deceuninck–Quick-Step · EF Education First · Groupama-FDJ · Israel Start-Up Nation · Lotto Soudal · Mitchelton-Scott · Movistar Team ·  NTT Pro Cycling · Team INEOS · Team Jumbo-Visma · Team Sunweb · Trek-Segafredo · UAE Team Emirates